# Benoibates chacoensis
Benoibates chacoensis är en kvalsterart som beskrevs av Sandór Mahunka 1984. Benoibates chacoensis ingår i släktet Benoibates och familjen Oripodidae. Inga underarter finns listade.